# Umění mi není ukradený
Umění mi není ukradený (v anglickém originále Homer Is Where the Art Isn't) je 12. díl 29. řady (celkem 630.) amerického animovaného seriálu Simpsonovi. Scénář napsal Kevin Curran a díl režíroval Tim Bailey. V USA měl premiéru dne 18. března 2018 na stanici Fox Broadcasting Company a v Česku byl poprvé vysílán 7. května 2018 na stanici Prima Cool.
Jedná se o poslední epizodu napsanou dlouholetým scenáristou Kevinem Curranem, který zemřel v roce 2016. Díl byl věnován památce Stephena Hawkinga, který zemřel čtyři dny před premiérou dílu.

## Děj
V Dražební síni Gavelby's prohrají Homer a pan Burns s miliardářkou Megan Mathesonovou v dražbě obrazu Poetka od Joana Miróa. Homer je Poetkou posedlý, na konci aukce se dokonce pokusí obraz ukrást. Jakmile obraz dorazí k ní domů, Megan zjistí, že byl ukraden. K vyřešení případu je povolán polsko-americký detektiv Manacek.
Manacek se vydává za Megan kvůli pojištění obrazu na dvojnásobek ceny, tedy 30 milionů dolarů. Miliardářka obvinění popře a pošle Manaceka do Burnsova sídla. Ten dává najevo, že neunese prohru se ženou, ale obvinění také odmítá a posílá Manaceka za posledním podezřelým, Homerem, kvůli posedlosti, kterou kvůli tomu projevil. Homer, leč Poetkou posedlý, popře, že by ji ukradl. Večer navštíví Manaceka v jeho bytě Marge, aby ho přesvědčila, že je Homer nevinný, ale on řekne, že si promluví až u večeře. Marge ho tedy pozve na rodinnou večeři k sobě domů.
Po večeři je Homer nervózní, když si o něm začnou povídat, a Bart s Marge mu vysvětlí, jak se Homer zamiloval do obrazu ve Springfieldském muzeu uměleckých děl, když tam dělal doprovod na exkurzi, a dokonce se mu o něm v noci zdálo. Líza pak prozradí, že se jí Homer s Poetkou svěřil, čímž mezi nimi vznikl společný zájem. Oba se pak vydali do muzea, zjistili však, že je zavřené kvůli nedostatku finančních prostředků a obraz byl odeslán do aukční síně. Springfielďané protestovali proti uzavření muzea, zatímco starosta Quimby jim vysvětloval škrty v rozpočtu, včetně snížení počtu zaměstnanců springfieldské policie o ⅓, přičemž Eddie byl propuštěn, což nakonec vedlo k ukončení protestů. Homer se poté rozhodl přihlásit do aukce ve snaze zachránit obraz a pokusil se jej ukrást (jak bylo ukázáno na začátku dílu).
Po vyprávění tohoto příběhu Homer utekl z domu. Manacek ho najde v muzeu, kde ho ujistí, že je nevinný, protože mu připadá příliš hloupý na to, aby něco ukradl. Manacek později svolá všechny podezřelé do muzea a odhalí, že Megan a Burns jsou zloději obrazu. Megan sehnala dvojčata strážných, která si najala, aby simulovala krádež, a mohla tak získat pojistku pro svou přítelkyni. Burns ji však předběhl, když vedle originálu postavil identický aukční dům a ukradl ho z trezoru.
Poté, co jsou Megan a Burns zatčeni a obraz získán z Burnsova sídla, odhalí Manacek, že skutečným viníkem není nikdo jiný než samotná Líza. Líza vysvětlí, že obraz tajně vyměnila za svou identickou plátěnou tašku ještě předtím, než došlo k dražbě, aby se nedostal do milionářských domů ukrytý před lidmi, kteří ho mají rádi, jako je Homer. Když je obraz vrácen zpět městu (potažmo starostovi Quimbymu), rozhodne se jej uchovat ve Springfieldské fotbalové aréně, zaplacené za „poklady nedozírné hodnoty“, kam se Homer s Lízou nadšeně vydají, aby si obraz společně prohlédli.
Během titulků se objevují různé obrázky zaměřené především na Manaceka. V jednom z těchto záběrů Manacek přebírá zlatou polsko-americkou trofej Muže roku.

## Přijetí

### Sledovanost
Umění mi není ukradený dosáhlo ratingu 0,8 a sledovalo ho 2,10 milionu lidí, čímž se stalo druhým nejsledovanějším pořadem toho večera na stanici Fox.

### Kritika
Kritik Dennis Perkins z The A.V. Clubu udělil tomuto dílu hodnocení B a prohlásil: „V této fázi svého rekordního vysílání mají Simpsonovi právo – a dokonce se jim to doporučuje – si se svým formátem zahrávat, jak chtějí. Tradiční lineární styl vyprávění sitcomu je zde převrácen. Začíná to tím, že Homer v luxusním obleku a s pingpongovou pálkou v ruce přihazuje miliony dolarů za abstraktní obraz Poetka od Joana Miróa, přičemž ho nejprve přeplatí pan Burns a pak ‚miliardářka a technologická magnátka‘ Megan Mathesonová (Cecily Strongová), a když Homera rozzuřená ochranka vyvede ven s výkřikem: ‚Neberte mi ten obraz, já ho zbožňuju,‘ je jasné, že je tu záhada. (…) Je to pěkné.“
Tony Sokol z webu Den of Geek ohodnotil díl čtyřmi hvězdičkami z pěti a uvedl, že „epizoda funguje, protože je plně věrná předloze, a to včetně stále konzistentní hudební znělce“.